# 陵川县
陵川县是中国山西省晋城市所辖的一个县。区域总面积为1751平方公里。

## 历史
战国属韩，秦代属上党郡高都县。两汉属泫氏县，东晋属建兴郡，隋开皇十六年（596年）分高平置陵川县，属泽州。元至元三年（1266年）省，至元三十一年（1294）复置，属泽州司侯司，明属泽州直隶州，清代属泽州府。抗日战争时期曾分置陵川、陵高等县，1945年恢复陵川县。1958年11月省，1959年7月恢复陵川县建制，1985年直隶山西晋城市。

## 人口
根据(山西省)晋城市第七次全国人口普查公报显示：陵川县常住人口为204825人。
2010年第六次全国人口普查人口为23万人，同比2000年人口减少7.37%。

## 行政区划
陵川县下辖7个镇、5个乡：
崇文镇、礼义镇、附城镇、西河底镇、平城镇、杨村镇、潞城镇、夺火乡、马圪当乡、古郊乡和六泉乡。

## 交通
- 342国道过境。

## 地理
地处太行山腹地，主要河流有磨河。
全县总面积1751平方公里，大部分地区海拔在1200—1600米之间，最高海拔达1791.9米，最低海拔628米。

## 经济
陵川2007年地区生产总值达到17.22亿元，财政总收入达到2.04亿元。

## 方言
陵川话属晋语上党片晋城小片。

## 风景名胜
- 全国重点文物保护单位16项：南吉祥寺-北吉祥寺、龙岩寺、小会岭二仙庙、崔府君庙、西溪二仙庙、塔水河遗址、玉泉东岳庙、石掌玉皇庙、白玉宫、南神头二仙庙、寺润三教堂、三圣瑞现塔、崇安寺、北马玉皇庙、南召文庙、田庄全神庙
- 山西省文物保护单位12项：千佛造像碑、南庙宫、白陉古道、德义先师庙、西尧观音殿、附城陵邑会馆、礼义会馆、杨村玉皇观、黄庄节孝牌坊、积善遇真观、苏村唐太宗庙、太和村天主教堂
- 陵川县文物保护单位
- 王莽岭风景区
- 中国历史文化名村1处：
  - 西河底镇积善村（7）
- 山西省历史文化名镇：
  - 礼义镇（6）
- 山西省历史文化名村：
  - 西河底镇现岭村（3）
  - 礼义镇平川村（3）
  - 西河底镇黄庄村（5）
  - 平城镇侯家庄村（6）
  - 礼义镇沙河村（6）
  - 附城镇玉泉村（6）
  - 六泉乡浙水村（6）
- 中国传统村落：[6]
  - 西河底镇：积善村、黄庄村、现岭村、张仰村
  - 附城镇：田庄村、夏壁村、丈河村、西瑶泉村、玉泉村
  - 礼义镇：平川村、东街村、东沟村
  - 杨村镇：平居村
  - 六泉乡：浙水村、六泉村
  - 秦家庄乡：侯家庄村
  - 平城镇：石井村、义汉村

## 名人
郝经、卫恒